# Roberto López Alcaide
Roberto López Alcaide (nascut el 24 d'abril de 2000) és un futbolista professional espanyol que juga com a migcampista ofensiu al CD Leganés.

## Carrera de club
Nascut a Saragossa, Aragó, López es va incorporar al planter de la Reial Societat el 2015, procedent de la UD Amistad. Durant la temporada 2017-18, quan encara era juvenil, va debutar amb l'equip C a Tercera Divisió.
El 20 de juny de 2018, López va renovar el seu contracte fins al 2022 i va ascendir al filial de Segona Divisió B. El 7 de desembre, després de ser titular habitual de la cara B, va ampliar encara més el seu contracte fins al 2025.
López va debutar professionalment i a la Lliga el 14 de gener de 2019, substituint Luca Sangalli a la segona part en una victòria a casa per 3-2 contra el RCD Espanyol. Ascendit definitivament a l'equip principal de la temporada 2020-21, va marcar el seu primer gol a la primera categoria el 13 de setembre de 2020 en empatar l'empat en un empat a 1 a casa contra el Real Valladolid. Va tornar les reserves per reforçar la seva plantilla després de l'ascens a Segona Divisió per a la temporada 2021-22.
El 27 de juny de 2022, López va ser cedit al CD Mirandés de segona divisió per un any. El 26 de juny de l'any següent es va traslladar a l'equip de lliga CD Tenerife també en préstec de temporada, amb clàusula de rescissió obligatòria en cas d'ascens.
El 10 de juliol de 2024, López va signar un contracte de tres anys amb el CD Leganés, que tot just acabava d'ascendir a la primera categoria.